# بايرون براون
بايرون براون (بالإنجليزية: Byron Brown) هو سياسي أمريكي، ولد في 24 سبتمبر 1958 في الولايات المتحدة. حزبياً، نشط في الحزب الديمقراطي. انتخب عضواً في مجلس ولاية نيويورك.

## وصلات خارجية
- الموقع الرسمي